# Anarchistyczna Federacja Polski
Anarchistyczna Federacja Polski (AFP) – organizacja anarchistyczna działająca w konspiracji na ziemiach polskich w latach 1926-1939. 

## Historia
AFP powstała z połączenia grupy młodzieży syjonistycznej – pozostałości partii socjalistycznej Ferajnigte oraz grupy warszawskich robotników drzewnych, wcześniej w SDKPiL, których liderem był Józef Golędzinowski, sekretarz Związku Robotników Przemysłu Drzewnego. Wśród założycieli były też osoby działające wcześniej niezależnie lub w związkach zawodowych. Organizacja uczestniczyła w strajkach i demonstracjach. Zrzeszała kilkanaście grup z dużych ośrodków robotniczych m.in. Warszawy, Łodzi, Krakowa, Częstochowy, Tarnowa.
Organizację zawiązano podczas I Konferencji Krajowej, która odbyła się 24–26 lipca 1926. W zwołanym przez Komisję Organizacyjną AFP spotkaniu wzięli udział przedstawiciele organizacji anarchistycznych z pięciu miast Polski. Jeszcze przed formalnym powstaniem organizacji rozpoczęto wydawanie „Głosu Anarchisty”, później oficjalnego organu AFP. Konferencja przyjęła trzy dokumenty określające przyszłą działalność organizacji. Wskazania ideowe w zwięzły sposób prezentowały podstawowe założenia anarchosyndykalizmu, z negatywnym stosunkiem do parlamentaryzmu i dyktatury proletariatu czy postulatami rewolucji socjalnej, prowadzącej ku społeczeństwu opartemu na idei federalizmu. „Taktyka” zawiera analizę majowego puczu Piłsudskiego, do którego anarchiści - w przeciwieństwie do Polskiej Partii Socjalistycznej i Komunistycznej Partii Polski (KPP) - od początku odnieśli się negatywnie, krytykę działalności partii politycznych, związków zawodowych i ruchu spółdzielczego, na koniec zaś przegląd metod prowadzenia akcji bezpośredniej. We Wnioskach demonstracyjnych, poza złożeniem hołdu pomordowanym i więzionym przez władze rewolucjonistom, AFP apelowała do anarchistów na całym świecie o prowadzenie akcji na rzecz amnestii dla więźniów politycznych w Polsce.
W 1928 doszło do rozłamu w KPP i Związku Młodzieży Komunistycznej, część działaczy przeszła do AFP. Według danych policji z 1929 warszawska AFP liczyła wówczas przynajmniej 130 członków, zorganizowanych w 12 grupach, które utrzymywały ze sobą kontakt przez delegatów, wyłącznie za pośrednictwem sekretariatu organizacji.
1936 polscy anarchiści uzyskali ideowy wpływ na liczący się w skali kraju Związek Związków Zawodowych. Zaczęli nadawać mu anarchosyndykalistyczny charakter, co jednak przerwał wybuch II wojny światowej.
Przed 1939 duża grupa młodzieży anarchistycznej wyjechała do Palestyny, pod kierunkiem Beniamina Wolmana.
Podczas wojny członkowie AFP współtworzyli Syndykalistyczną Organizację „Wolność”.
Aktywistami AFP byli m.in.  Paweł Lew Marek, Stefania Karolina Marek, Zofia Hajkowicz-Brodzikowska, Jan Paweł Rogalski, Aniela Wolberg, Konrad Świerczyński, Jerzy Woźnicki, Józef Dybowski, Salomon Filmus, Stefan Rosłoniec, Beniamin Wolman, Julian Komarnicki, Bohdan Ostromęcki, Jakub Galewicz, Jan Straszewski, Saul Hirsch Weindling, Mojżesz Finkelsztajn, Stanisław Banasiak, Bolesław Bolmowski.

### Publikacje
Organem prasowym AFP był „Głos Anarchisty”, a następnie od 1931 „Walka Klas”. Ukazywało się również pismo poświęcone zagadnieniom teoretycznym pt. „Nasze Życie” i dla młodzieży – a także przez nią redagowany – „Młody Rewolucjonista”. AFP zajmowało się także wydawaniem broszur w ramach „Biblioteczki Robotniczej”, a także okolicznościowych ulotek. 